# Wolfgang Killing
Wolfgang Paul August Killing (ur. 12 lutego 1953 w Radevormwald) – niemiecki lekkoatleta, która specjalizował się w skoku wzwyż, później trener lekkoatletyczny i teoretyk sportu. W czasie swojej kariery reprezentował Republikę Federalną Niemiec.
Odpadł w kwalifikacjach skoku wzwyż igrzyskach olimpijskich w 1976 w Montrealu.
1 marca 1978 w Cosford wyrównał halowy rekord Europy wynikiem 2,28 cm. Rekord ten został poprawiony aż o 7 centymetrów przez Władimira Jaszczenkę już 12 marca tego roku podczas halowych mistrzostw Europy w Mediolanie. Na tych mistrzostwach Killing zdobył brązowy medal, przegrywając tylko z Jaszczenką i Rolfem Beilschmidtem Z Niemieckiej Republiki Demokratycznej.
Killing był wicemistrzem RFN w skoku wzwyż w 1975 i 1976. Jego rekord życiowy na otwartym stadionie wynosił 2,23 m (ustanowiony 6 lipca 1977 w Troisdorfie).
Po zakończeniu kariery został szkoleniowcem. W 1987 został trenerem reprezentacji RFN w skoku wzwyż. Opublikował książki Gekonnt nach oben w 1995 oraz  Leistungsreserve Springen : Handbuch des Sprungkrafttrainings für alle Sportarten w 2008.